# Morpho thamyris
Morpho thamyris är en fjärilsart som beskrevs av Felder 1867. Morpho thamyris ingår i släktet Morpho och familjen praktfjärilar. Inga underarter finns listade i Catalogue of Life.

## Bildgalleri

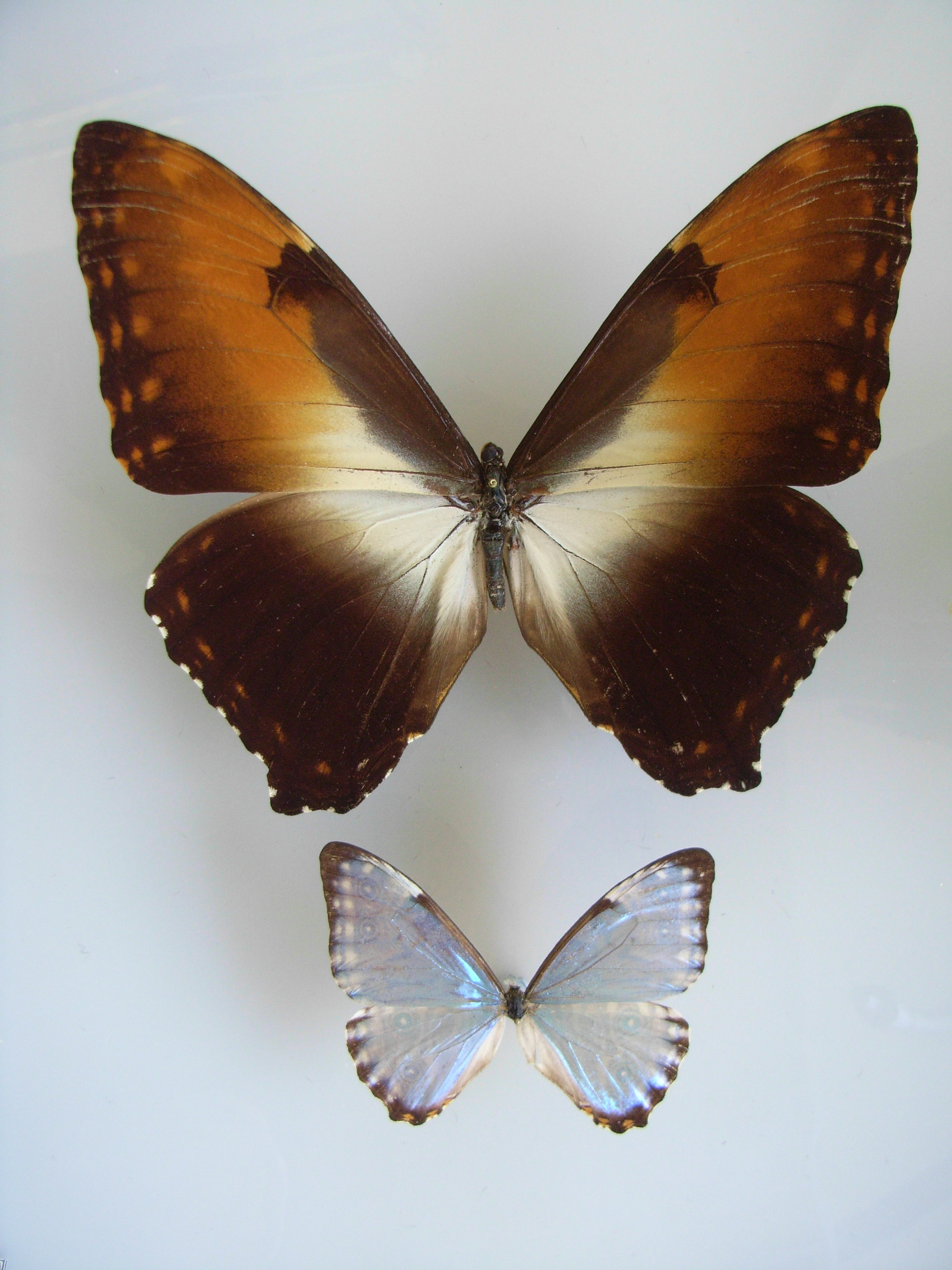
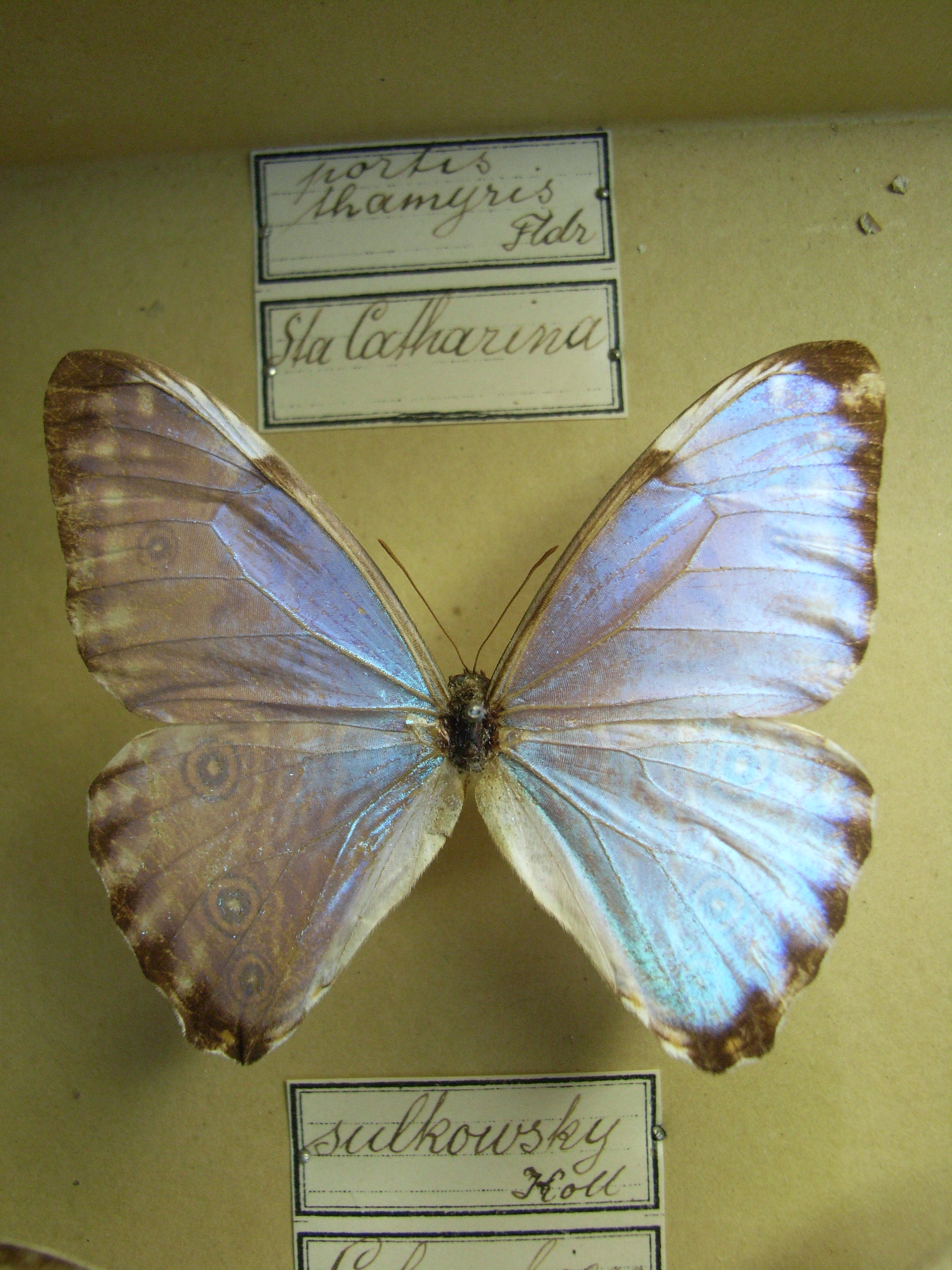
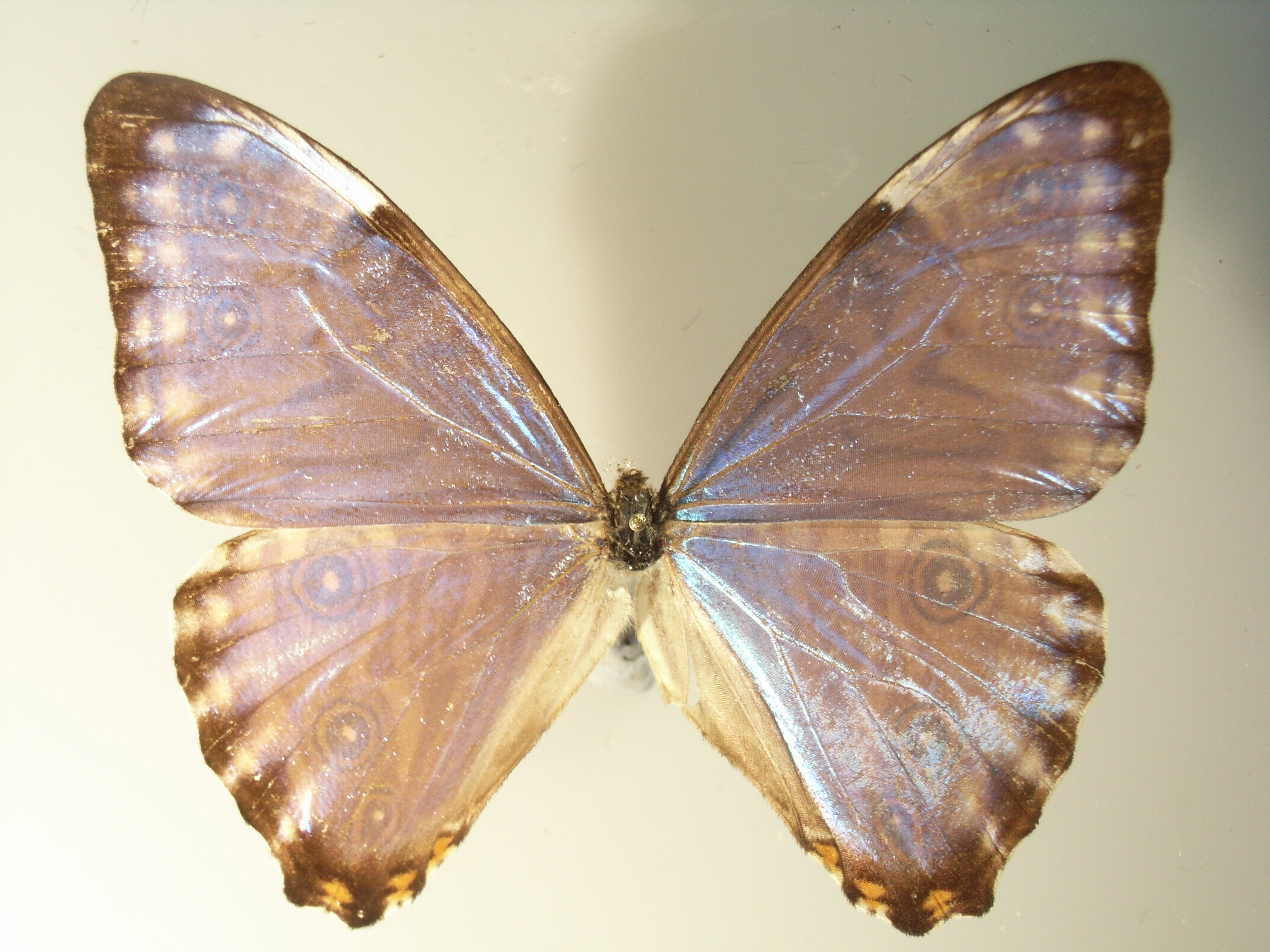
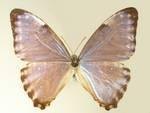